# تپه قوشا بولاغ ۱
تپه قوشا بولاغ ۱ مربوط به دوره اشکانیان - دوره ساسانیان است و در شهرستان ماهنشان، بخش مرکزی، دهستان ماهنشان، ۳ کیلومتری جنوب غربی روستای سهند علیا واقع شده و این اثر در تاریخ ۱۵ دی ۱۳۸۷ با شمارهٔ ثبت ۲۴۰۵۳ به‌عنوان یکی از آثار ملی ایران به ثبت رسیده است.